# Mysmena caribbaea
Espèce
Synonymes
- Calodipoena caribbaea (Gertsch, 1960)

Mysmena caribbaea est une espèce d'araignées aranéomorphes de la famille des Mysmenidae.

## Distribution
Cette espèce se rencontre en Jamaïque et à la Trinité.

## Description
Le mâle holotype mesure 0,85 mm et la femelle paratype 0,9 mm.

## Étymologie
Son nom d'espèce lui a été donné en référence au lieu de sa découverte, les Caraïbes.

## Publication originale
- Gertsch, 1960 : Descriptions of American spiders of the family Symphytognathidae. American Museum novitates, no 1981, p. 1-40 (texte intégral).